# Carlos Gálviz
Gálviz  García est un nom espagnol. Le premier nom de famille, en général paternel, est Gálviz ; le second, en général maternel, souvent omis, est García.
Carlos Gálviz, né le 27 octobre 1989 à Santa Ana del Táchira, est un coureur cycliste vénézuélien.

## Biographie

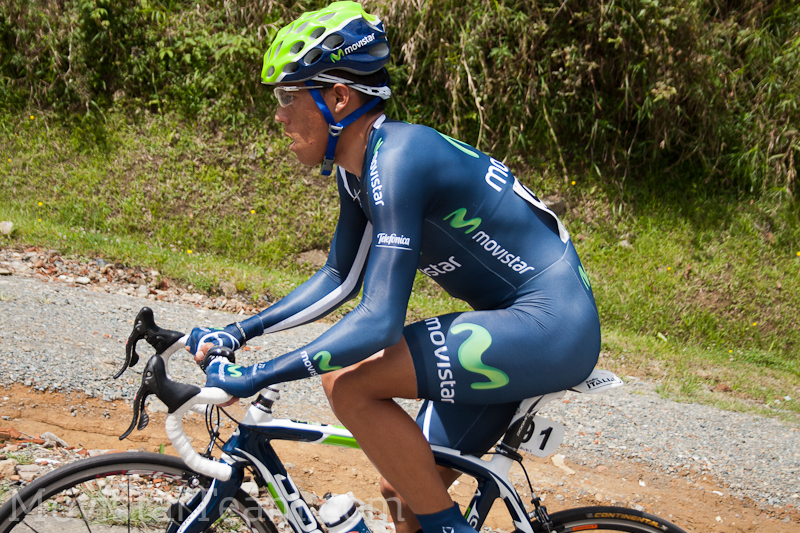
Carlos Gálviz lors de la Vuelta a Antioquia 2011.

### Carrière amateur
À l'âge de 16 ans, il est membre de l'équipe jeune de la Lotería del Táchira. L'année suivante, il signe pour l'équipe Alcaldía de Páez, où il reste jusqu'à ses 19 ans. Un problème au genou aurait pu mettre un terme à sa carrière mais le club Gobernación del Zulia lui paie l'intervention chirurgicale, ce qui lui permet de continuer sa carrière. En 2010, il retourne chez Lotería del Táchira et conserve son titre champion national du contre-la-montre en catégorie espoirs. Il gagne une étape du Tour du Guatemala qu'il termine quatrième. Il finit, aussi, second du Tour de Bolivie en ayant porté le maillot de leader pendant 4 jours.

### Carrière professionnelle
En 2011, il signe son premier contrat professionnel dans l'équipe Movistar Team America. Mais l'équipe est dissoute à la fin de l'année 2012 et Carlos  Gálviz doit retourner chez les amateurs pendant la saison 2013. Spécialiste du contre-la-montre, il termine troisième puis second du championnat national vénézuélien de la spécialité en 2012 et en 2013. 
En 2014, il signe de nouveau pour une équipe professionnelle : la Start-Trigon. Il gagne une étape de la Vuelta a la Independencia Nacional et termine second de la Vuelta al Tachira avant de s'engager pour l'équipe Androni Giocattoli-Venezuela à partir du mois de mars dans le cadre de la convention qui lie l'État vénézuélien et l'équipe continentale italienne. 
Il est contrôlé positif lors du Tour du Costa Rica en décembre 2015 et est provisoirement suspendu.

## Palmarès et résultats

### Palmarès par année
- 2009
  -  Champion du Venezuela du contre-la-montre espoirs
  - 4e étape du Clásico Virgen de la Consolación de Táriba
  - Tour du Zulia :
    - Classement général
    - 4e étape (contre-la-montre)
- 2010
  -  Champion du Venezuela du contre-la-montre espoirs
  - 12e étape du Tour du Guatemala (contre-la-montre)
  - 2e du Tour de Bolivie
  - 3e du championnat du Venezuela du contre-la-montre
- 2011
  - Prologue de la Vuelta a Cundinamarca
- 2012
  - 2e étape de la Vuelta a Bramón (contre-la-montre)
  - 4e étape de la Vuelta al Valle del Cauca (contre-la-montre)
  - 3e du championnat du Venezuela du contre-la-montre
- 2013
  - Vuelta a El Corozo :
    - Classement général
    - 2e étape (contre-la-montre)

  - 2e du championnat du Venezuela du contre-la-montre
- 2014
  -  Médaillé d'or de la course en ligne aux Jeux d'Amérique centrale et des Caraïbes
  -  Champion du Venezuela du contre-la-montre
  - 5e étape de la Vuelta a la Independencia Nacional
  - Tour du Trujillo :
    - Classement général
    - 3e étape

  - 6e étape du Tour du Venezuela
  - 2e du Tour du Táchira
  - 2e du Tour du Venezuela
- 2015
  - 5e étape du Tour du Táchira
  - 2e du championnat du Venezuela du contre-la-montre
- 2018
  - 2e du championnat du Venezuela du contre-la-montre
- 2019
  - Vuelta a Bramón
  - 3e du Tour de Miranda
- 2023
  - Clásica de Tungurahua :
    - Classement général
    - 1re étape
- 2024
  - 3e du championnat du Venezuela du contre-la-montre

### Classements mondiaux
| Année            | 2008 | 2009 | 2010 | 2011 | 2012 | 2013 | 2014 | 2015 |
| ---------------- | ---- | ---- | ---- | ---- | ---- | ---- | ---- | ---- |
| UCI America Tour | 112e |      | 404e | 16e  | 244e | 105e | 9e   | 100e |